# 長崎県道251号樺島港脇岬線
長崎県道251号樺島港脇岬線（ながさきけんどう251ごう かばしまこうわきみさきせん）は、長崎県長崎市を通る一般県道である。

## 概要
長崎市野母崎樺島町から長崎市脇岬町に至る。長崎半島の末端部から樺島へアクセスできる唯一の道路である。

### 路線データ
- 起点：長崎県長崎市野母崎樺島町
- 終点：長崎県長崎市脇岬町（脇岬港、国道499号交点）
- 総延長：1.4 km

## 路線状況

### 道路施設

#### 橋梁
- 樺島大橋（長崎市）

## 地理

### 通過する自治体
- 長崎市

### 交差する道路
| 交差する道路 | 交差する場所 | 交差する場所 |
| ------------ | ------------ | ------------ |
| 国道499号    | 脇岬町       | 終点         |

### 沿線
- 樺島
- 脇岬港